# Kanurennsport-Weltmeisterschaften 1982
Die 17. Kanurennsport-Weltmeisterschaften fanden 1982 in Belgrad (Jugoslawien) statt.
Es wurden Medaillen in 18 Disziplinen des Kanurennsports vergeben: sechs Canadier und neun Kajak-Wettbewerbe der Männer sowie drei Kajak-Wettbewerbe der Frauen.

## Ergebnisse

### Männer

#### Canadier
| Event        | Gold                                    | Zeit | Silber                                       | Zeit | Bronze                              | Zeit |
| ------------ | --------------------------------------- | ---- | -------------------------------------------- | ---- | ----------------------------------- | ---- |
| C-1 500 m    | DDR Olaf Heukrodt                       |      | Ungarn János Sarusi Kis                      |      | Sowjetunion Serhij Postrjechin      |      |
| C-1 1000 m   | DDR Jörg Schmidt                        |      | Ungarn Dezső Csépai                          |      | Sowjetunion Wassili Berjosa         |      |
| C-1 10.000 m | Ungarn Tamás Wichmann                   |      | Tschechoslowakei Jiří Vrdlovec               |      | Rumänien Gheorghe Titu              |      |
| C-2 500 m    | Jugoslawien Matija Ljubek Mirko Nišović |      | Sowjetunion Juri Laptikow Serhij Petrenko    |      | Ungarn László Foltán István Vaskuti |      |
| C-2 1000 m   | Ungarn János Sarusi Kis Gyula Hajdú     |      | Jugoslawien Matija Ljubek Mirko Nišović      |      | DDR Olaf Heukrodt Uwe Madeja        |      |
| C-2 10.000 m | Rumänien Ivan Patzaichin Toma Simionov  |      | Sowjetunion Wassili Berjosa Edem Muradosilov |      | Ungarn Tamás Buday István Vaskuti   |      |

#### Kajak
| Event        | Gold                                                                                 | Zeit | Silber                                                               | Zeit | Bronze                                                                     | Zeit |
| ------------ | ------------------------------------------------------------------------------------ | ---- | -------------------------------------------------------------------- | ---- | -------------------------------------------------------------------------- | ---- |
| K-1 500 m    | Sowjetunion Uladsimir Parfjanowitsch                                                 |      | DDR Peter Hempel                                                     |      | Schweden Lars-Erik Moberg                                                  |      |
| K-1 1000 m   | DDR Rüdiger Helm                                                                     |      | Neuseeland Alan Thompson                                             |      | Norwegen Einar Rasmussen                                                   |      |
| K-1 10.000 m | Jugoslawien Milan Janić                                                              |      | Norwegen Einar Rasmussen                                             |      | Sowjetunion Mikalaj Astapkowitsch                                          |      |
| K-2 500 m    | Sowjetunion Uladsimir Parfjanowitsch Sergei Superata                                 |      | Neuseeland Alan Thompson Paul MacDonald                              |      | BR Deutschland Matthias Seack Oliver Seack                                 |      |
| K-2 1000 m   | Sowjetunion Uladsimir Parfjanowitsch Sergei Superata                                 |      | Kanada Alwyn Morris Hugh Fisher                                      |      | Spanien Luis Gregorio Ramos Herminio Menéndez                              |      |
| K-2 10.000 m | Frankreich Bernard Brégeon Patrick Lefoulon                                          |      | Niederlande Ron Stevens Gert Jan Lebbink                             |      | Ungarn István Szabó István Tóth                                            |      |
| K-4 500 m    | Sowjetunion Sergei Kriwoschejew Ihor Hajdamaka Serhij Kolokolow Alexander Wodowatow  |      | DDR Frank-Peter Bischof Frank Fischer Rüdiger Helm Harald Marg       |      | Schweden Jens Nordqvist Lars-Erik Moberg Per-Inge Bengtsson Thomas Ohlsson |      |
| K-4 1000 m   | Schweden Per-Inge Bengtsson Lars-Erik Moberg Thomas Ohlsson Bengt Andersson          |      | DDR Frank-Peter Bischof Peter Hempel Rüdiger Helm Harald Marg        |      | BR Deutschland Matthais Seack Oliver Seack Frank Renner Bernd Hessel       |      |
| K-4 10.000 m | Sowjetunion Alexander Jermilow Mykola Baranow Sergei Tschuchrai Uladsimir Ramanouski |      | Rumänien Petrica Dimofte Florian Marinescu Ionel Igorov Anghei Coman |      | Ungarn Kálmán Petrikovics Tamás Szélesi László Rasztótzky Tibor Helyi      |      |

### Frauen

#### Kajak
| Event     | Gold                                                              | Zeit | Silber                                                                         | Zeit | Bronze                                                      | Zeit |
| --------- | ----------------------------------------------------------------- | ---- | ------------------------------------------------------------------------------ | ---- | ----------------------------------------------------------- | ---- |
| K-1 500 m | DDR Birgit Fischer                                                |      | Schweden Agneta Andersson                                                      |      | Ungarn Éva Rakusz                                           |      |
| K-2 500 m | DDR Birgit Fischer Bettina Streussel                              |      | Ungarn Katalin Povázsán Erika Géczi                                            |      | Schweden Karin Olsson Agneta Andersson                      |      |
| K-4 500 m | DDR Birgit Fischer Bettina Streussel Roswitha Eberl Kathrin Giese |      | Sowjetunion Inna Schipulina Nelli Jewremowa Jekaterina Golubewa Ljubow Komkowa |      | Ungarn Ágnes Dragos Erika Géczi Katalin Povázsán Éva Rakusz |      |

## Medaillenspiegel
| Rang   | Nation           | Gold | Silber | Bronze | Gesamt |
| ------ | ---------------- | ---- | ------ | ------ | ------ |
| 1      | DDR              | 6    | 3      | 1      | 10     |
| 2      | Sowjetunion      | 5    | 3      | 3      | 11     |
| 3      | Ungarn           | 2    | 3      | 3      | 6      |
| 4      | Jugoslawien      | 2    | 1      | –      | 3      |
| 5      | Schweden         | 1    | 1      | 3      | 5      |
| 6      | Rumänien         | 1    | 1      | 1      | 3      |
| 7      | Frankreich       | 1    | –      | –      | 1      |
| 8      | Neuseeland       | –    | 2      | –      | 2      |
| 9      | Norwegen         | –    | 1      | 1      | 2      |
| 10     | Kanada           | –    | 1      | –      | 1      |
| 10     | Tschechoslowakei | –    | 1      | –      | 1      |
| 10     | Niederlande      | –    | 1      | –      | 1      |
| 13     | BR Deutschland   | –    | –      | 2      | 2      |
| 14     | Spanien          | –    | –      | 1      | 1      |
| Gesamt | Gesamt           | 18   | 18     | 18     | 54     |